# Frank Wedekind

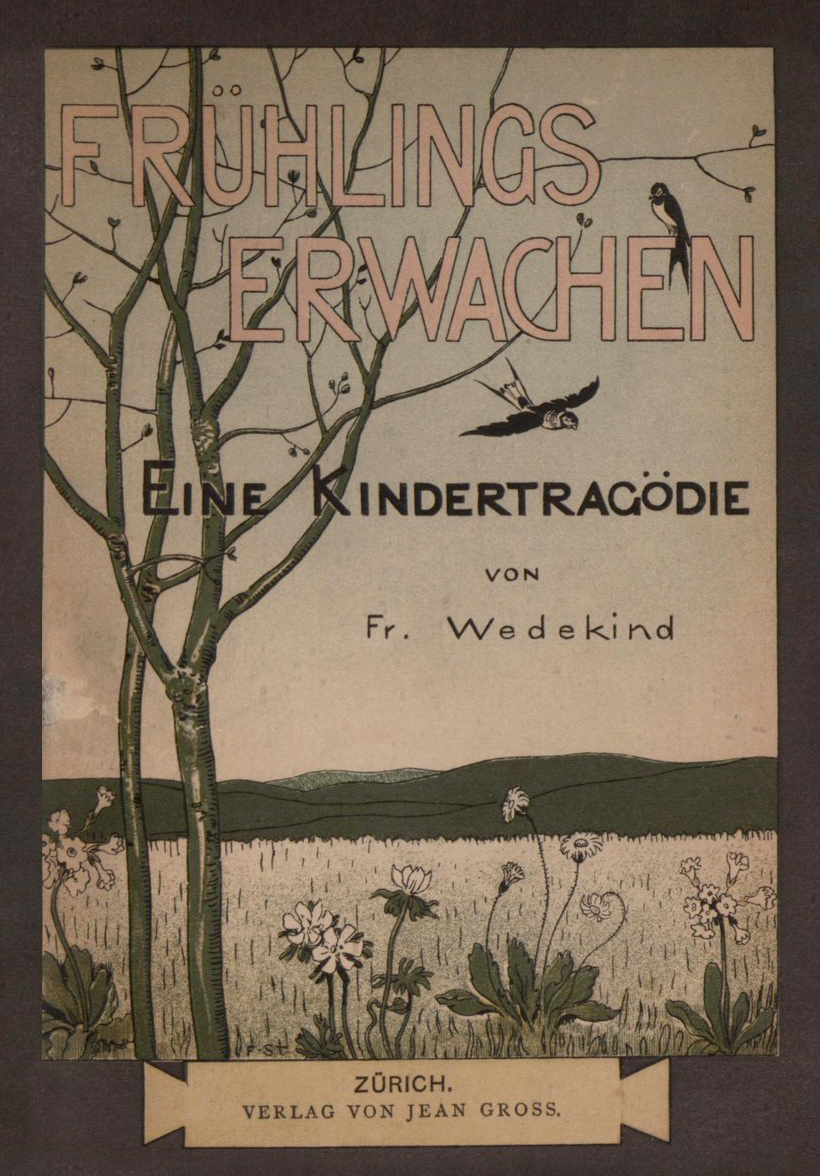
Tragédie Frühlings Erwachen (1891)'

Benjamin Franklin Wedekind (24. července 1864, Hannover – 9. března 1918, Mnichov) byl německý dramatik a spisovatel. Bývá řazen k expresionismu, je považován za předchůdce epického divadla i absurdního dramatu. Jeho dramata často kritizovala předsudky své doby v oblasti sexuality.

## Život
Jeho matka, Emilie Wedekind-Kammerer (1840–1916), byla Švýcarka, ve Švýcarsku proto pobýval v letech 1872–1884. Pracoval zde v reklamním oddělení firmy Maggi. Poté pracoval i v cirkuse, což ho přivedlo k hraní a zpívání v kabaretu Die elf Scharfrichter. Do něj vnesl satiru, čímž položil základy velké tradice německého satirického kabaretu výmarské éry. Za články v satirickém týdeníku Simplicissimus strávil devět měsíců ve vězení, za "urážku majestátu". Roku 1898 se stal dramaturgem a hlavním autorem známé scény Munich Kammerspiele. V premiérách svých her často hrál hlavní role. Karl Kraus hodně pomohl k prosazení jeho her ve Vídni.

## Dílo
Jedna z jeho prvních divadelních her, Probuzení jara (Frühlings Erwachen) z roku 1891 vzbudila šok, neboť zobrazovala do té doby tabuizované jevy dospívání jako homosexuální experimenty, kolektivní masturbaci, sado-masochismus, znásilnění, potrat i sebevraždu.
K nejznámějším hrám patří Duch Země (Erdgeist) (1895) a Pandořina skříňka (Die Büchse der Pandora) (1904), které na sebe volně navazují a bývají někde shrnovány pod společný název Lulu (ten nese například stejnojmenná opera Albana Berga či album Lou Reeda a Metallicy k Wedekindově poctě).
Text básně Der Tantenmörder využila např. německá skupina In Extremo pro svou píseň Albtraum.
Jeho novela Mine-Haha oder Über die körperliche Erziehung der jungen Mädchen z roku 1903 byla dvakrát zfilmována, roku 2004 Lucile Hadžihalilovićovou (s Marion Cotillardovou v hlavní roli), o rok později Johnem Irvinem (s Jacqueline Bissetovou).
Posmrtně byl vydán jeho deník Die Tagebücher: ein erotisches Leben.

## Rodinná fotogalerie

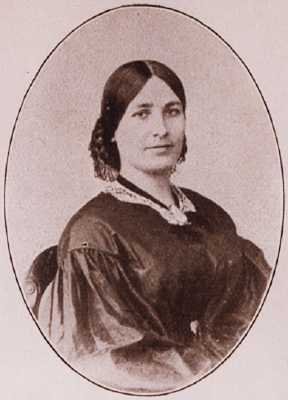
Jeho matka Emilie Wedekind-Kammerer (1840–1916)
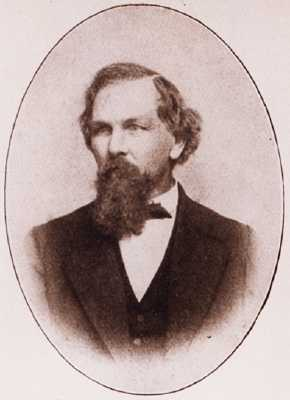
Jeho otec Friedrich Wilhelm Wedekind (1816–1888)
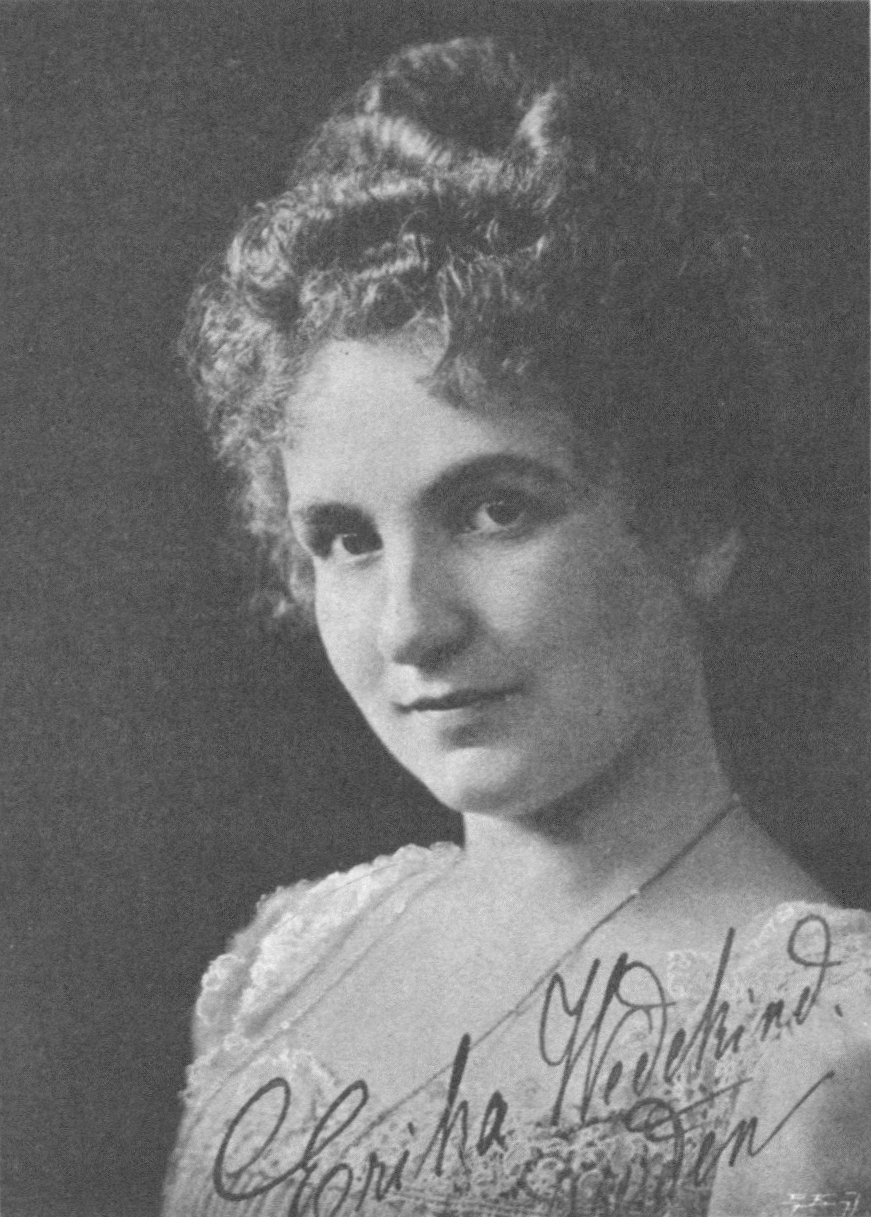
Jeho sestra Erika Wedekind (1868–1944)
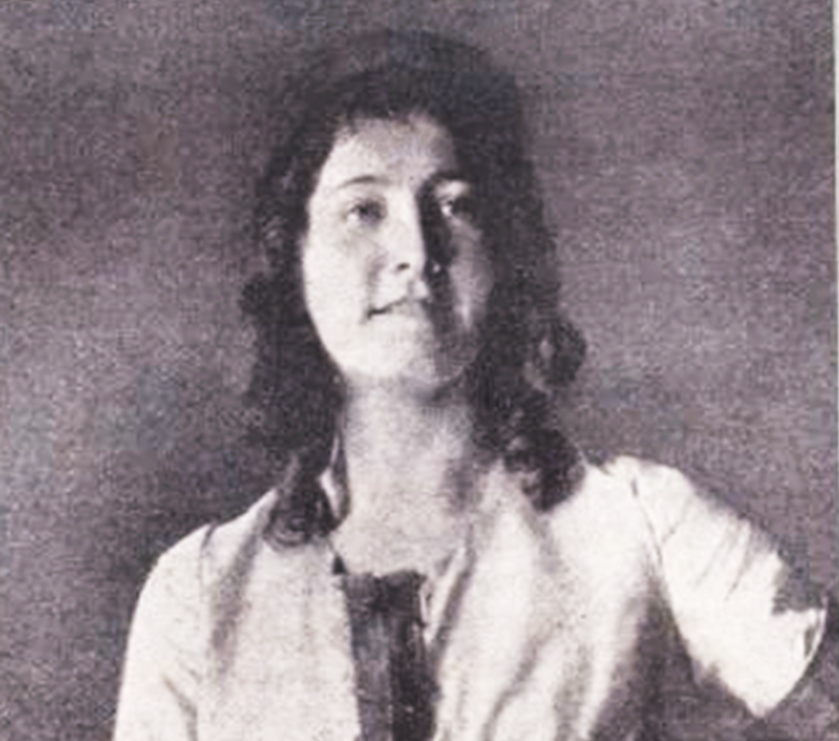
Tilly Wedekind (1886–1970), roz. Newes, manželka Franka Wedekinda
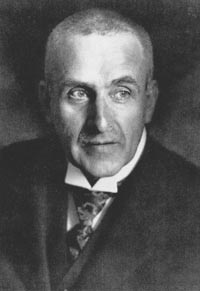
Frank Wedekind